# Vanilla africana
La vainilla africana (Vanilla africana) es una planta trepadora perenne de tallos suculentos, conformando un tallo largo. La planta crece en los árboles, apoyándose por medio de las raíces aéreas. A menudo es epífita, o se convierte en epífita. La planta se utiliza a veces localmente como fuente de fibra y de medicinas.

## Descripción
Un tallo esbelto, de alta escalada. Hojas pecioladas. Brácteas ovales, agudas. Sépalos y pétalos no vistos. Labio trilobulado. Lóbulos laterales redondeados; lóbulo frontal deltoideo-oval; disco con una cresta peluda en el centro, que se extiende hasta la base del labio. 

## Hábitat
Bosques  primarios y secundarios, vegetación arbustiva densa, y en plantaciones a elevaciones desde el nivel del mar hasta 900 metros de altura. Se clasifica como trepadora de hoja perenne en selva.

## Reproducción
Por semillas.

## Usos

### Medicina tradicional
Las hojas calentadas se machacan, y mezclándolas con un pimiento y la savia de la misma se aplica en el oído para curar la inflamación.

### Otros usos
Las raíces aéreas de esta planta de vainilla se utilizan como cuerdas para una serie de instrumentos de cuerda, como las guitarras en Ghana y Gabón y mandolinas en República Democrática del Congo.